# فرودگاه منطقه‌ای ماونت واشینگتن
فرودگاه منطقه‌ای ماونت واشینگتن (به انگلیسی: Mount Washington Regional Airport) یک فرودگاه همگانی با کد یاتا HIE است که یک باند فرود آسفالت دارد و طول باند آن ۱۲۲۰ متر است. این فرودگاه در کشور ایالات متحده آمریکا قرار دارد و در ارتفاع ۳۲۷٫۴ متری از سطح دریا واقع شده‌است.